# Cormes
Cormes är en kommun i departementet Sarthe i regionen Pays de la Loire i nordvästra Frankrike. Kommunen ligger i kantonen La Ferté-Bernard som tillhör arrondissementet Mamers. År 2022 hade Cormes 886 invånare.

## Befolkningsutveckling
Antalet invånare i kommunen Cormes
| Referens: INSEE |